# Premier League de 2018–19
A Primeira Divisão do Campeonato Inglês de Futebol da temporada 2018–2019 foi a 117ª edição da principal divisão do futebol inglês (27ª como Premier League). A temporada começou em 10 de agosto de 2018 e terminou em 12 de maio de 2019. O Manchester City, detentor do título, se sagrou campeão.

## Regulamento
A Premier League é disputada por 20 clubes em dois turnos. Em cada turno, todos os times jogam entre si uma única vez. Os jogos do segundo turno serão realizados na mesma ordem do primeiro, apenas com o mando de campo invertido. Não há campeões por turnos, sendo declarado campeão da Inglaterra o time que obtiver o maior número de pontos após as 38 rodadas.

### Critérios de desempate
Caso haja empate de pontos entre dois clubes, os critérios de desempates serão aplicados na seguinte ordem:
1. Saldo de gols
2. Gols marcados
3. Confronto direto

## Participantes

### Promovidos e rebaixados
| Pos. | Rebaixados da Premier League |
| ---- | ---------------------------- |
| 18º  | Cardiff City                 |
| 19º  | Fulham                       |
| 20º  | Huddersfield Town            |

| Pos. | Promovidos da Championship |
| ---- | -------------------------- |
| 1º   | Norwich City               |
| 2º   | Sheffield United           |
| 3°   | Aston Villa (Play-offs)    |

### Informações das equipes
| Nº de equipes | Região              | Equipes                                                          |
| ------------- | ------------------- | ---------------------------------------------------------------- |
| 6             | Grande Londres      | Arsenal, Chelsea, Crystal Palace, Fulham, Tottenham e West Ham   |
| 5             | Noroeste            | Burnley, Everton, Liverpool, Manchester City e Manchester United |
| 2             | Sudeste             | Brighton & Hove Albion e Southampton                             |
| 1             | Midlands Ocidentais | Wolverhampton                                                    |
| 1             | Sudoeste            | Bournemouth                                                      |
| 1             | Yorkshire e Humber  | Huddersfield Town                                                |
| 1             | Midlands Orientais  | Leicester City                                                   |
| 1             | Nordeste            | Newcastle United                                                 |
| 1             | País de Gales       | Cardiff City                                                     |
| 1             | Leste               | Watford                                                          |

| Equipe                 | Cidade        | Treinador               | Estádio (mando)            | Capacidade | Títulos (último) | Material Esportivo |
| ---------------------- | ------------- | ----------------------- | -------------------------- | ---------- | ---------------- | ------------------ |
| Arsenal                | Londres       | Unai Emery              | Emirates Stadium           | 60.338     | 13 (2003–04)     | Puma               |
| Bournemouth            | Bournemouth   | Eddie Howe              | Vitality Stadium           | 11.360     | 0 (não possui)   | Umbro              |
| Brighton & Hove Albion | Brighton      | Chris Hughton           | Falmer Stadium             | 30.750     | 0 (não possui)   | Nike               |
| Burnley                | Burnley       | Sean Dyche              | Turf Moor                  | 22.619     | 2 (1959–60)      | Puma               |
| Cardiff City           | Cardiff       | Neil Warnock            | Cardiff City Stadium       | 33.300     | 0 (não possui)   | Adidas             |
| Chelsea                | Londres       | Maurizio Sarri          | Stamford Bridge            | 41.798     | 6 (2016–17)      | Nike               |
| Crystal Palace         | Londres       | Roy Hodgson             | Selhurst Park              | 25.456     | 0 (não possui)   | Puma               |
| Everton                | Liverpool     | Marco Silva             | Goodison Park              | 39.572     | 9 (1987–88)      | Umbro              |
| Fulham                 | Londres       | Scott Parker (interino) | Craven Cottage             | 25.700     | 0 (não possui)   | Adidas             |
| Huddersfield Town      | Huddersfield  | Jan Siewert             | John Smith's Stadium       | 24.586     | 3 (1925–26)      | Puma               |
| Leicester City         | Leicester     | Brendan Rodgers         | King Power Stadium         | 32.262     | 1 (2015–16)      | Adidas             |
| Liverpool              | Liverpool     | Jürgen Klopp            | Anfield                    | 54.074     | 18 (1989–90)     | New Balance        |
| Manchester City        | Manchester    | Josep Guardiola         | City of Manchester Stadium | 55.097     | 5 (2017–18)      | Nike               |
| Manchester United      | Manchester    | Ole Gunnar Solskjær     | Old Trafford               | 75.731     | 20 (2012–13)     | Adidas             |
| Newcastle United       | Newcastle     | Rafael Benítez          | St. James' Park            | 52,354     | 4 (1926–27)      | Puma               |
| Southampton            | Southampton   | Ralph Hasenhüttl        | St Mary's Stadium          | 32.589     | 0 (não possui)   | Under Armour       |
| Tottenham Hotspur      | Londres       | Mauricio Pochettino     | Tottenham Hotspur Stadium  | 62.062     | 2 (1960–61)      | Nike               |
| Watford                | Watford       | Javi Gracia             | Vicarage Road              | 23.700     | 0 (não possui)   | Adidas             |
| West Ham               | Londres       | Manuel Pellegrini       | Olímpico de Londres        | 60.000     | 0 (não possui)   | Umbro              |
| Wolverhampton          | Wolverhampton | Nuno Espírito Santo     | Molineux Stadium           | 30.852     | 3 (1958–59)      | Adidas             |

### Mudança de técnicos
| Clube             | Antecessor        | Motivo          | Data da vaga            | Pos           | Sucessor                | Data da nomeação        |
| ----------------- | ----------------- | --------------- | ----------------------- | ------------- | ----------------------- | ----------------------- |
| Arsenal           | Arsène Wenger     | Resignado       | 30 de junho de 2018     | Pré-temporada | Unai Emery              | 1 de julho de 2018      |
| Everton           | Sam Allardyce     | Demitido        | 30 de junho de 2018     | Pré-temporada | Marco Silva             | 31 de maio de 2018      |
| West Ham          | David Moyes       | Fim de contrato | 30 de junho de 2018     | Pré-temporada | Manuel Pellegrini       | 1 de julho de 2018      |
| Chelsea           | Antonio Conte     | Demitido        | 13 de julho de 2018     | Pré-temporada | Maurizio Sarri          | 14 de julho de 2018     |
| Fulham            | Slaviša Jokanović | Demitido        | 14 de novembro de 2018  | 20º           | Claudio Ranieri         | 14 de novembro de 2018  |
| Southampton       | Mark Hughes       | Demitido        | 3 de dezembro de 2018   | 18º           | Ralph Hasenhüttl        | 5 de dezembro de 2018   |
| Manchester United | José Mourinho     | Demitido        | 18 de dezembro de 2018  | 5º            | Ole Gunnar Solskjær     | 19 de dezembro de 2018  |
| Huddersfield Town | David Wagner      | Consenso mútuo  | 14 de janeiro de 2019   | 20º           | Jan Siewert             | 21 de janeiro de 2019   |
| Leicester         | Claude Puel       | Demitido        | 24 de fevereiro de 2019 | 12º           | Brendan Rodgers         | 26 de fevereiro de 2019 |
| Fulham            | Claudio Ranieri   | Demitido        | 28 de fevereiro de 2019 | 19º           | Scott Parker (interino) | 28 de fevereiro de 2019 |

## Classificação
| Pos | Equipe                 | Pts | J  | V  | E  | D  | GP | GC | SG  |                                                             |
| --- | ---------------------- | --- | -- | -- | -- | -- | -- | -- | --- | ----------------------------------------------------------- |
| 1   | Manchester City (C)    | 98  | 38 | 32 | 2  | 4  | 95 | 23 | +72 | Qualificação para a Fase de grupos da Liga dos Campeões     |
| 2   | Liverpool              | 97  | 38 | 30 | 7  | 1  | 89 | 22 | +67 | Qualificação para a Fase de grupos da Liga dos Campeões     |
| 3   | Chelsea                | 72  | 38 | 21 | 9  | 8  | 63 | 39 | +24 | Qualificação para a Fase de grupos da Liga dos Campeões     |
| 4   | Tottenham              | 71  | 38 | 23 | 2  | 13 | 67 | 39 | +28 | Qualificação para a Fase de grupos da Liga dos Campeões     |
| 5   | Arsenal                | 70  | 38 | 21 | 7  | 10 | 73 | 51 | +22 | Qualificação para a Fase de grupos da Liga Europa           |
| 6   | Manchester United      | 66  | 38 | 19 | 9  | 10 | 65 | 54 | +11 | Qualificação para a Fase de grupos da Liga Europa           |
| 7   | Wolverhampton          | 57  | 38 | 16 | 9  | 13 | 47 | 46 | +1  | Segunda fase eliminatória da Liga Europa da UEFA de 2019–20 |
| 8   | Everton                | 54  | 38 | 15 | 9  | 14 | 54 | 46 | +8  |                                                             |
| 9   | Leicester              | 52  | 38 | 15 | 7  | 16 | 51 | 48 | +3  |                                                             |
| 10  | West Ham               | 52  | 38 | 15 | 7  | 16 | 52 | 55 | −3  |                                                             |
| 11  | Watford                | 50  | 38 | 14 | 8  | 16 | 52 | 59 | −7  |                                                             |
| 12  | Crystal Palace         | 49  | 38 | 14 | 7  | 17 | 51 | 53 | −2  |                                                             |
| 13  | Newcastle              | 45  | 38 | 12 | 9  | 17 | 42 | 48 | −6  |                                                             |
| 14  | Bournemouth            | 45  | 38 | 13 | 6  | 19 | 56 | 70 | −14 |                                                             |
| 15  | Burnley                | 40  | 38 | 11 | 7  | 20 | 45 | 68 | −23 |                                                             |
| 16  | Southampton            | 39  | 38 | 9  | 12 | 17 | 45 | 65 | −20 |                                                             |
| 17  | Brighton & Hove Albion | 36  | 38 | 9  | 9  | 20 | 35 | 60 | −25 |                                                             |
| 18  | Cardiff City (R)       | 34  | 38 | 10 | 4  | 24 | 34 | 69 | −35 | Rebaixamento para o Campeonato EFL                          |
| 19  | Fulham (R)             | 26  | 38 | 7  | 5  | 26 | 34 | 81 | −47 | Rebaixamento para o Campeonato EFL                          |
| 20  | Huddersfield Town (R)  | 16  | 38 | 3  | 7  | 28 | 22 | 76 | −54 | Rebaixamento para o Campeonato EFL                          |

1. 1 2  O vencedor da Copa da Liga Inglesa de 2018-19 ganha uma vaga na segunda pré-eliminatória da Liga Europa e o campeão da Copa da Inglaterra 2018-19 ganha uma vaga na fase de grupos da Liga Europa. No entanto, como o Manchester City foi campeão de ambos competições, a vaga dada aos vencedor da Copa da Liga Inglesa passou para a melhor equipe que não se classificou para a Liga dos Campeões ou a Liga Europa, a sétima colocação; e a vaga do vencedor da Copa da Inglaterra passou para o sexto colocado

## Confrontos
| Mandante \ Visitante   | ARS | BOU | BHA | BUR | CAR | CHE | CRY | EVE | FUL | HUD | LEI | LIV | MCI | MUN | NEW | SOU | TOT | WAT | WHU | WOL |
| ---------------------- | --- | --- | --- | --- | --- | --- | --- | --- | --- | --- | --- | --- | --- | --- | --- | --- | --- | --- | --- | --- |
| Arsenal                | —   | 5–1 | 1–1 | 3–1 | 2–1 | 2–0 | 2–3 | 2–0 | 4–1 | 1–0 | 3–1 | 1–1 | 0–2 | 2–0 | 2–0 | 2–0 | 4–2 | 2–0 | 3–1 | 1–1 |
| Bournemouth            | 1–2 | —   | 2–0 | 1–3 | 2–0 | 4–0 | 2–1 | 2–2 | 0–1 | 2–1 | 4–2 | 0–4 | 0–1 | 1–2 | 2–2 | 0–0 | 1–0 | 3–3 | 2–0 | 1–1 |
| Brighton & Hove Albion | 1–1 | 0–5 | —   | 1–3 | 0–2 | 1–2 | 3–1 | 1–0 | 2–2 | 1–0 | 1–1 | 0–1 | 1–4 | 3–2 | 1–1 | 0–1 | 1–2 | 0–0 | 1–0 | 1–0 |
| Burnley                | 1–3 | 4–0 | 1–0 | —   | 2–0 | 0–4 | 1–3 | 1–5 | 2–1 | 1–1 | 1–2 | 1–3 | 0–1 | 0–2 | 1–2 | 1–1 | 2–1 | 1–3 | 2–0 | 2–0 |
| Cardiff City           | 2–3 | 2–0 | 2–1 | 1–2 | —   | 1–2 | 2–3 | 0–3 | 4–2 | 0–0 | 0–1 | 0–2 | 0–5 | 1–5 | 0–0 | 1–0 | 0–3 | 1–5 | 2–0 | 2–1 |
| Chelsea                | 3–2 | 2–0 | 3–0 | 2–2 | 4–1 | —   | 3–1 | 0–0 | 2–0 | 5–0 | 0–1 | 1–1 | 2–0 | 2–2 | 2–1 | 0–0 | 2–0 | 3–0 | 2–0 | 1–1 |
| Crystal Palace         | 2–2 | 5–3 | 1–2 | 2–0 | 0–0 | 0–1 | —   | 0–0 | 2–0 | 2–0 | 1–0 | 0–2 | 1–3 | 1–3 | 0–0 | 0–2 | 0–1 | 1–2 | 1–1 | 0–1 |
| Everton                | 1–0 | 2–0 | 3–1 | 2–0 | 1–0 | 2–0 | 2–0 | —   | 3–0 | 1–1 | 0–1 | 0–0 | 0–2 | 4–0 | 1–1 | 2–1 | 2–6 | 2–2 | 1–3 | 1–3 |
| Fulham                 | 1–5 | 0–3 | 4–2 | 4–2 | 1–0 | 1–2 | 0–2 | 2–0 | —   | 1–0 | 1–1 | 1–2 | 0–2 | 0–3 | 0–4 | 3–2 | 1–2 | 1–1 | 0–2 | 1–1 |
| Huddersfield Town      | 1–2 | 0–2 | 1–2 | 1–2 | 0–0 | 0–3 | 0–1 | 0–1 | 1–0 | —   | 1–4 | 0–1 | 0–3 | 1–1 | 0–1 | 1–3 | 0–2 | 1–2 | 1–1 | 1–0 |
| Leicester              | 3–0 | 2–0 | 2–1 | 0–0 | 0–1 | 0–0 | 1–4 | 1–2 | 3–1 | 3–1 | —   | 1–2 | 2–1 | 0–1 | 0–1 | 1–2 | 0–2 | 2–0 | 1–1 | 2–0 |
| Liverpool              | 5–1 | 3–0 | 1–0 | 4–2 | 4–1 | 2–0 | 4–3 | 1–0 | 2–0 | 5–0 | 1–1 | —   | 0–0 | 3–1 | 4–0 | 3–0 | 2–1 | 5–0 | 4–0 | 2–0 |
| Manchester City        | 3–1 | 3–1 | 2–0 | 5–0 | 2–0 | 6–0 | 2–3 | 3–1 | 3–0 | 6–1 | 1–0 | 2–1 | —   | 3–1 | 2–1 | 6–1 | 1–0 | 3–1 | 1–0 | 3–0 |
| Manchester United      | 2–2 | 4–1 | 2–1 | 2–2 | 0–2 | 1–1 | 0–0 | 2–1 | 4–1 | 3–1 | 2–1 | 0–0 | 0–2 | —   | 3–2 | 3–2 | 0–3 | 2–1 | 2–1 | 1–1 |
| Newcastle              | 1–2 | 2–1 | 0–1 | 2–0 | 3–0 | 1–2 | 0–1 | 3–2 | 0–0 | 2–0 | 0–2 | 2–3 | 2–1 | 0–2 | —   | 3–1 | 1–2 | 1–0 | 0–3 | 1–2 |
| Southampton            | 3–2 | 3–3 | 2–2 | 0–0 | 1–2 | 0–3 | 1–1 | 2–1 | 2–0 | 1–1 | 1–2 | 1–3 | 1–3 | 2–2 | 0–0 | —   | 2–1 | 1–1 | 1–2 | 3–1 |
| Tottenham              | 1–1 | 5–0 | 1–0 | 1–0 | 1–0 | 3–1 | 2–0 | 2–2 | 3–1 | 4–0 | 3–1 | 1–2 | 0–1 | 0–1 | 1–0 | 3–1 | —   | 2–1 | 0–1 | 1–3 |
| Watford                | 0–1 | 0–4 | 2–0 | 0–0 | 3–2 | 1–2 | 2–1 | 1–0 | 4–1 | 3–0 | 2–1 | 0–3 | 1–2 | 1–2 | 1–1 | 1–1 | 2–1 | —   | 1–4 | 1–2 |
| West Ham               | 1–0 | 1–2 | 2–2 | 4–2 | 3–1 | 0–0 | 3–2 | 0–2 | 3–1 | 4–3 | 2–2 | 1–1 | 0–4 | 3–1 | 2–0 | 3–0 | 0–1 | 0–2 | —   | 0–1 |
| Wolverhampton          | 3–1 | 2–0 | 0–0 | 1–0 | 2–0 | 2–1 | 0–2 | 2–2 | 1–0 | 0–2 | 4–3 | 0–2 | 1–1 | 2–1 | 1–1 | 2–0 | 2–3 | 0–2 | 3–0 | —   |

## Desempenho por rodada
Clubes que lideraram o campeonato ao final de cada rodada:
| Rodadas | Rodadas | Rodadas | Rodadas | Rodadas | Rodadas | Rodadas | Rodadas | Rodadas | Rodadas | Rodadas | Rodadas | Rodadas | Rodadas | Rodadas | Rodadas | Rodadas | Rodadas | Rodadas | Rodadas | Rodadas | Rodadas | Rodadas | Rodadas | Rodadas | Rodadas | Rodadas | Rodadas | Rodadas | Rodadas | Rodadas | Rodadas | Rodadas | Rodadas | Rodadas | Rodadas | Rodadas | Rodadas |
| ------- | ------- | ------- | ------- | ------- | ------- | ------- | ------- | ------- | ------- | ------- | ------- | ------- | ------- | ------- | ------- | ------- | ------- | ------- | ------- | ------- | ------- | ------- | ------- | ------- | ------- | ------- | ------- | ------- | ------- | ------- | ------- | ------- | ------- | ------- | ------- | ------- | ------- |
| 1       | 2       | 3       | 4       | 5       | 6       | 7       | 8       | 9       | 10      | 11      | 12      | 13      | 14      | 15      | 16      | 17      | 18      | 19      | 20      | 21      | 22      | 23      | 24      | 25      | 26      | 27      | 28      | 29      | 30      | 31      | 32      | 33      | 34      | 35      | 36      | 37      | 38      |
| LIV     | MCI     | LIV     | LIV     | CHE     | LIV     | MCI     | MCI     | MCI     | MCI     | MCI     | MCI     | MCI     | MCI     | MCI     | LIV     | LIV     | LIV     | LIV     | LIV     | LIV     | LIV     | LIV     | LIV     | LIV     | LIV     | LIV     | LIV     | MCI     | MCI     | MCI     | MCI     | MCI     | MCI     | MCI     | MCI     | MCI     | MCI     |

Clubes que ficaram na última posição do campeonato ao final de cada rodada:
| Rodadas | Rodadas | Rodadas | Rodadas | Rodadas | Rodadas | Rodadas | Rodadas | Rodadas | Rodadas | Rodadas | Rodadas | Rodadas | Rodadas | Rodadas | Rodadas | Rodadas | Rodadas | Rodadas | Rodadas | Rodadas | Rodadas | Rodadas | Rodadas | Rodadas | Rodadas | Rodadas | Rodadas | Rodadas | Rodadas | Rodadas | Rodadas | Rodadas | Rodadas | Rodadas | Rodadas | Rodadas | Rodadas |
| ------- | ------- | ------- | ------- | ------- | ------- | ------- | ------- | ------- | ------- | ------- | ------- | ------- | ------- | ------- | ------- | ------- | ------- | ------- | ------- | ------- | ------- | ------- | ------- | ------- | ------- | ------- | ------- | ------- | ------- | ------- | ------- | ------- | ------- | ------- | ------- | ------- | ------- |
| 1       | 2       | 3       | 4       | 5       | 6       | 7       | 8       | 9       | 10      | 11      | 12      | 13      | 14      | 15      | 16      | 17      | 18      | 19      | 20      | 21      | 22      | 23      | 24      | 25      | 26      | 27      | 28      | 29      | 30      | 31      | 32      | 33      | 34      | 35      | 36      | 37      | 38      |
| WHU     | HUD     | WHU     | WHU     | BUR     | HUD     | HUD     | CAR     | NEW     | HUD     | FUL     | FUL     | FUL     | FUL     | FUL     | FUL     | FUL     | FUL     | HUD     | HUD     | HUD     | HUD     | HUD     | HUD     | HUD     | HUD     | HUD     | HUD     | HUD     | HUD     | HUD     | HUD     | HUD     | HUD     | HUD     | HUD     | HUD     | HUD     |

## Estatísticas
| Pos. | Jogador                   | Equipe          | Gols |
| ---- | ------------------------- | --------------- | ---- |
| 1    | Pierre-Emerick Aubameyang | Arsenal         | 22   |
| 1    | Sadio Mané                | Liverpool       | 22   |
| 1    | Mohamed Salah             | Liverpool       | 22   |
| 4    | Sergio Agüero             | Manchester City | 21   |
| 5    | Jamie Vardy               | Leicester       | 18   |
| 6    | Harry Kane                | Tottenham       | 17   |
| 6    | Raheem Sterling           | Manchester City | 17   |
| 8    | Eden Hazard               | Chelsea         | 16   |
| 9    | Callum Wilson             | Bournemouth     | 14   |

| Pos. | Jogador                | Equipe            | Assists. |
| ---- | ---------------------- | ----------------- | -------- |
| 1    | Eden Hazard            | Chelsea           | 15       |
| 2    | Ryan Fraser            | Bournemouth       | 14       |
| 3    | Trent Alexander-Arnold | Liverpool         | 12       |
| 3    | Christian Eriksen      | Tottenham         | 12       |
| 5    | Andrew Robertson       | Liverpool         | 11       |
| 6    | Leroy Sané             | Manchester City   | 10       |
| 6    | Raheem Sterling        | Manchester City   | 10       |
| 8    | Paul Pogba             | Manchester United | 9        |
| 8    | Callum Wilson          | Bournemouth       | 9        |

### Hat-tricks
Atualizado em 12 de maio de 2019
| Jogador         | Para            | Contra            | Resultado | Data                    | Ref.   |
| --------------- | --------------- | ----------------- | --------- | ----------------------- | ------ |
| Sergio Agüero   | Manchester City | Huddersfield Town | 6–1       | 19 de agosto de 2018    | [ 23 ] |
| Eden Hazard     | Chelsea         | Cardiff City      | 4–1       | 15 de setembro de 2018  | [ 24 ] |
| Mohamed Salah   | Liverpool       | Bournemouth       | 4–0       | 8 de dezembro de 2018   | [ 25 ] |
| Roberto Firmino | Liverpool       | Arsenal           | 5–1       | 29 de dezembro de 2018  | [ 26 ] |
| Diogo Jota      | Wolverhampton   | Leicester         | 4–3       | 19 de janeiro de 2019   | [ 27 ] |
| Sergio Agüero   | Manchester City | Arsenal           | 3–1       | 3 de fevereiro de 2019  | [ 28 ] |
| Sergio Agüero   | Manchester City | Chelsea           | 6–0       | 10 de fevereiro de 2019 | [ 29 ] |
| Gerard Deulofeu | Watford         | Cardiff City      | 5–1       | 22 de fevereiro de 2019 | [ 30 ] |
| Raheem Sterling | Manchester City | Watford           | 3–1       | 9 de março de 2019      | [ 31 ] |
| Lucas Moura     | Tottenham       | Huddersfield Town | 4–0       | 13 de abril de 2019     | [ 32 ] |
| Ayoze Pérez     | Newcastle       | Southampton       | 3–1       | 20 de abril de 2019     | [ 33 ] |

## Prêmios

### Prêmios anuais
|                          | Jogador         | Equipe          |
| ------------------------ | --------------- | --------------- |
| Jogador do Ano PFA       | Virgil van Dijk | Liverpool       |
| Jogador Jovem do Ano PFA | Raheem Sterling | Manchester City |
| Jogador do Ano FWA       | Raheem Sterling | Manchester City |
| Luva de Ouro             | Alisson         | Liverpool       |

### Prêmios mensais
| Mês       | Treinador do mês    | Treinador do mês  | Jogador do mês            | Jogador do mês    | Gol do mês        | Gol do mês             | Referências          |
| Mês       | Treinador           | Clube             | Jogador                   | Clube             | Jogador           | Clube                  | Referências          |
| --------- | ------------------- | ----------------- | ------------------------- | ----------------- | ----------------- | ---------------------- | -------------------- |
| Agosto    | Javi Gracia         | Watford           | Lucas Moura               | Tottenham         | Jean Seri         | Fulham                 | [ 34 ] [ 35 ] [ 36 ] |
| Setembro  | Nuno Espírito Santo | Wolverhampton     | Eden Hazard               | Chelsea           | Daniel Sturridge  | Liverpool              | [ 37 ] [ 38 ] [ 39 ] |
| Outubro   | Eddie Howe          | Bournemouth       | Pierre-Emerick Aubameyang | Arsenal           | Aaron Ramsey      | Arsenal                | [ 40 ] [ 41 ] [ 42 ] |
| Novembro  | Rafael Benítez      | Newcastle         | Raheem Sterling           | Manchester City   | Son Heung-min     | Tottenham              | [ 43 ] [ 44 ] [ 45 ] |
| Dezembro  | Jürgen Klopp        | Liverpool         | Virgil van Dijk           | Liverpool         | Andros Townsend   | Crystal Palace         | [ 46 ] [ 47 ]        |
| Janeiro   | Ole Gunnar Solskjær | Manchester United | Marcus Rashford           | Manchester United | André Schürrle    | Fulham                 | [ 48 ] [ 49 ] [ 50 ] |
| Fevereiro | Pep Guardiola       | Manchester City   | Sergio Agüero             | Manchester City   | Fabian Schär      | Newcastle              | [ 51 ] [ 52 ] [ 53 ] |
| Março     | Jürgen Klopp        | Liverpool         | Sadio Mané                | Liverpool         | Anthony Knockaert | Brighton & Hove Albion | [ 54 ] [ 55 ] [ 56 ] |
| Abril     | Pep Guardiola       | Manchester City   | Jamie Vardy               | Leicester         | Eden Hazard       | Chelsea                |                      |

### Equipe do Ano PFA
| Pos. | Jogador                | Clube             |
| ---- | ---------------------- | ----------------- |
| G    | Ederson                | Manchester City   |
| Z    | Aymeric Laporte        | Manchester City   |
| Z    | Virgil van Dijk        | Liverpool         |
| LD   | Trent Alexander-Arnold | Liverpool         |
| LE   | Andrew Robertson       | Liverpool         |
| M    | Paul Pogba             | Manchester United |
| M    | Bernardo Silva         | Manchester City   |
| M    | Fernandinho            | Manchester City   |
| A    | Raheem Sterling        | Manchester City   |
| A    | Sergio Agüero          | Manchester City   |
| A    | Sadio Mané             | Liverpool         |